# Zavinutec tygrovaný

Ulita zavinutce tygrovaného

Zavinutec tygrovaný (Cypraea tigris) je plž žijící v tropických oceánech. Ukrývá se ve skalních skulinách a živí se živočišnými zbytky. Název dostal podle své barevné ulity, kterou si čistí pohyblivým pláštěm, aby se mu na ní neusazovaly nárosty.

## Synonyma
- Cypraea alauda Menke, K.T., 1830
- Cypraea ambigua Gmelin, J.F., 1791
- Cypraea chionia Melvill, J.C., 1888
- Cypraea feminea Gmelin, J.F., 1791
- Cypraea flammea Gmelin, J.F., 1791
- Cypraea flavida Dautzenberg, Ph., 1893
- Cypraea flavonitens Melvill, 1888
- Cypraea fuscoapicata Coen, G.S., 1949
- Cypraea hinnula Melvill, 1888
- Cypraea incarna Sulliotti, G.R., 1924